# Bolharka, Odesa
Bolharka (în ucraineană Болгарка) este un sat în Comuna Dacine din raionul Odesa, regiunea Odesa, Ucraina.

## Demografie
Componența lingvistică a localității Bolharka
     Ucraineană (90,86%)
     Rusă (8,75%)
     Alte limbi (0,39%)
Conform recensământului din 2001, majoritatea populației localității Bolharka era vorbitoare de ucraineană (90,86%), existând în minoritate și vorbitori de rusă (8,75%).